# Перовка (Воронежская область)
Перовка — село Верхнехавского района Воронежской области.
Входит в состав Семёновского сельского поселения.

## География

### Улицы
- ул. Колхозная,
- ул. Луговая,
- ул. Садовая.

## Население
| 1859 | 2000 | 2005 | 2010 |
| ---- | ---- | ---- | ---- |
| 346  | ↘150 | ↗166 | ↘123 |